# Tay-Sachsova bolezen
Tay-Sachsova bolezen (znana tudi kot gangliozidoza GM2 ali pomanjkanje heksoaminidaze A) je redka avtosomna recesivna dedna bolezen. V svoji najpogostejši obliki (t. i. infantilna Tay-Sachsova bolezen) povzroča progresivno propadanje živčnih celic in nepravilnosti v psihofizičnih sposobnostih. Ti simptomi se pojavijo pri približno šestem mesecu starosti in po navadi povzročijo smrt do četrtega leta. Bolezen nastane, ko se v možganskih nevronih nabere škodljiva količina gangliozidov, ki so sestavni del celičnih membran, kar povzroči prezgodnje odmiranje celic. Gangliozidi so vrsta sfingolipidov, kar pomeni, da lahko Tay-Sachsovo bolezen klasificiramo kot sfingolipidozo. Učinkovite terapije za to bolezen trenutno še ni.

## Oblike bolezni
Tay-Sachsovo bolezen delimo na več vrst, ki so razdeljene glede na starost, pri kateri se pojavijo prvi nevrološki simptomi:
- Pri infantilni Tay-Sachsovi bolezni se oboleli dojenčki razvijajo normalno prvih šest mesecev po rojstvu, a se s kopičenjem gangliozidov po tem obdobju začne pojavljati hitra degeneracija psihofizičnih sposobnosti. Otrok postane slep, gluh, nesposoben požiranja, atrofiran in paraliziran. Smrt po navadi nastopi pred četrtim letom starosti.

- Otroška Tay-Sachsova bolezen je redkejša od ostalih oblik in se po navadi začne izražati pri otrocih, starih od 2 do 10 let. Otroci s Tay-Sachsovo boleznijo kažejo znake kognitivnega in motoričnega nazadovanja, disartrije (motnje govora), disfagije (nezmožnost požiranja), ataksije (motena usklajenost mišičnih gibov) in spastičnosti. Smrt po navadi nastopi med petim in petnajstim letom starosti.

- Pozna Tay-Sachsova bolezen je redka različica te bolezni. Simptomi se po navadi pojavijo v tridesetih ali štiridesetih letih. V nasprotju z ostalimi oblikami ta ni klasificirana kot letalna, saj lahko bolezenski znaki nehajo napredovati. Simptomi po navadi vključujejo težave z govorom in požiranjem, spastičnost, nestabilnost pri hoji, kognitivno nazadovanje in psihične bolezni, predvsem shizofreniji podobne psihoze. Nekateri bolniki so prisiljeni v stalno uporabo vozička.

## Vzrok za nastanek
Tay-Sachsova bolezen je avtosomna recesivna dedna bolezen, kar pomeni, da sta oba starša nosilca in je verjetnost, da bosta dobila prizadetega otroka, 25-odstotna (ob vsaki nosečnosti). Prizadeti otrok dobi mutirano kopijo gena od obeh staršev. Do mutacije pride na genu HEXA na avtosomu 15, ki kodira alfa-podenoto beta-N-acetilheksoaminidaze A, ki je lizosomni encim. Do leta 2000 je bilo odkritih že več kot 100 različnih mutacij na genu HEXA (točkaste insercije, delecije in nekateri bolj kompleksni vzorci). Vsaka od teh mutacij prizadane beljakovinski produkt gena in včasih hudo okvari njegovo funkcijo.

## Patofiziologija
Do Tay-Sachsove bolezni pride zaradi pomanjljive aktivnosti encima heksoaminidaze A, ki je vitalni hidrolitični encim, ki se nahaja v lizosomih in razgrajuje glikolipide. Ko heksoaminidaza A več ne deluje pravilno, se lipidi začnejo nabirati v možganih in motijo normalne biološke procese. Heksoaminidaza A specifično razgrajuje derivate maščobnih kislin, imenovane gangliozidi. Ti nastajajo in se razgrajujejo z veliko hitrostjo v zgodnjih fazah življenja med razvojem možganov. Bolnike in nosilce Tay-Sachsove bolezni lahko diagnosticiramo z enostavnim krvnim testom, ki meri aktivnost heksoaminidaze A.
Za hidrolizo gangliozida GM2 so potrebni trije proteini. Dva od teh sta podenoti heksoaminidaze A, tretji pa je majhen transportni protein, ki prenaša glikolipide (GM2-aktivatorski protein (GM2A)), ki deluje kot kofaktor za heksoaminidazo A, specifičen za določen substrat. Pomanjkljivost v enem od teh proteinov privede do akumulacije gangliozidov, prvenstveno v nevronskih lizosomih. Tay-Sachsova bolezen nastane (podobno kot AB-varianta GM2-gangliozidoze in Sandhoffova bolezen) zaradi podedovane mutacije od obeh staršev, ki deaktivira ali prepreči proces hidrolize. Večina mutacij ne prizadane neposredno funkcionalne elemente encima (aktivno mesto), temveč povzroči nepravilno zvijanje le-tega ali onemogoči intracelularni transport.